# Blera robusta
Blera robusta är en tvåvingeart som först beskrevs av Charles Howard Curran 1922.  Blera robusta ingår i släktet stubblomflugor, och familjen blomflugor. Inga underarter finns listade i Catalogue of Life.